# Debruijnia arpati
Debruijnia arpati é uma espécie extinta de roedor da família Spalacidae. Restos fósseis foram registrados do Mioceno Inferior da Turquia.